# Quark (particella)
In fisica delle particelle, il quark (AFI: /ˈkwark/; simbolo q) è una particella elementare, costituente fondamentale della materia.
A causa di un fenomeno conosciuto come confinamento, i quark non sono mai osservabili individualmente in natura a basse energie ma esistono solo come costituenti di particelle composte dette adroni, le cui forme più stabili, i protoni e i neutroni, sono i componenti dei nuclei atomici; per questo molto di quello che si conosce sui quark è dedotto da esperimenti che coinvolgono questo tipo di particelle.
I quark hanno varie proprietà intrinseche, tra cui massa, carica elettrica, carica di colore e spin. Sono le uniche particelle elementari del modello standard a prendere parte a tutte e quattro le interazioni fondamentali (elettromagnetica, gravitazionale, forte e debole), nonché le uniche particelle la cui carica elettrica non è un multiplo intero della carica elementare; i quark hanno infatti carica elettrica +2⁄3 o −1⁄3.
Ci sono sei tipi di quark, che hanno diversi sapori: up, down, strange, charm, bottom e top. I quark up e down, i più comuni nell'universo, hanno una massa minore rispetto agli altri e sono generalmente i più stabili; per questo i quark strange, charm, bottom e top decadono rapidamente in quark up e down e possono essere prodotti esclusivamente in reazioni e collisioni ad alta energia, come quelle negli acceleratori di particelle o che coinvolgono i raggi cosmici. Per ogni tipo di quark c'è un corrispondente tipo di antiparticella, detta antiquark, che differisce dal quark solo per alcune proprietà (come la carica elettrica) che hanno lo stesso modulo ma segno opposto.
I quark furono introdotti come parte di uno schema di classificazione degli adroni, il modello a quark, che fu proposto indipendentemente dai fisici Murray Gell-Mann e George Zweig nel 1964. Inizialmente vi erano poche prove che confermassero la presenza di queste particelle, ma esperimenti di scattering anelastici profondi presso lo Stanford Linear Accelerator Center nel 1968 ne dimostrarono l'esistenza. Col tempo, vari esperimenti condotti in acceleratori di particelle hanno verificato i sei sapori di quark che oggi conosciamo; l'ultimo a essere scoperto è stato il quark top, osservato per la prima volta al Fermilab nel 1995.

## Origine del termine
In principio, Gell-Mann, avendo un'idea sul suono del termine che aveva intenzione di coniare, era indeciso sull'effettiva grafia, finché non trovò la parola quark nel romanzo di James Joyce Finnegans Wake:
--Three quarks for Muster Mark!

Sure he hasn't got much of a bark

And sure any he has it's all beside the mark.
La parola quark è una parola slava che ha origini tedesche e denota un latticino, ma è anche un termine colloquiale che significa ″spazzatura″. Gell-Mann spiegò approfonditamente la scelta del nome nel suo libro Il quark e il giaguaro (The Quark and the Jaguar, Adventures in the Simple and the Complex):
(M. Gell-Mann, The Quark and the Jaguar, Adventures in the Simple and the Complex)
Zweig avrebbe preferito il nome ace (asso) per la particella che aveva teorizzato, ma il termine scelto da Gell-Mann ebbe maggior eco quando il modello a quark iniziò ad essere accettato.
I sapori dei quark invece hanno ricevuto nomi differenti per diverse ragioni. I quark up (su) e down (giù) hanno ricevuto il nome per le componenti "su" e "giù" dell'isospin, che portano I quark strange (strani) si chiamano così perché sono componenti delle "particelle strane", scoperte nei raggi cosmici prima che il modello a quark fosse proposto, e perché hanno una vita media insolitamente lunga. Glashow, il quale propose il quark charm ("fascino") con Bjorken, disse, "Chiamammo il nuovo costrutto charmed quark, perché eravamo affascinati e compiaciuti dalla simmetria che portava nel mondo subnucleare." I nomi "bottom" (inferiore) e "top" (superiore), furono coniati da Harari, che sono stati scelti perché erano i partner logici per i quark su e giù". In passato ci si riferiva ai quark bottom e top con i termini "beauty" (bellezza) e truth (verità), ma questi nomi sono andati in disuso. Mentre il termine "truth" non ha mai preso piede, i complessi di acceleratori incentrati su una produzione abbondante di quark di tipo bottom sono talvolta chiamati "beauty factories".

## Storia

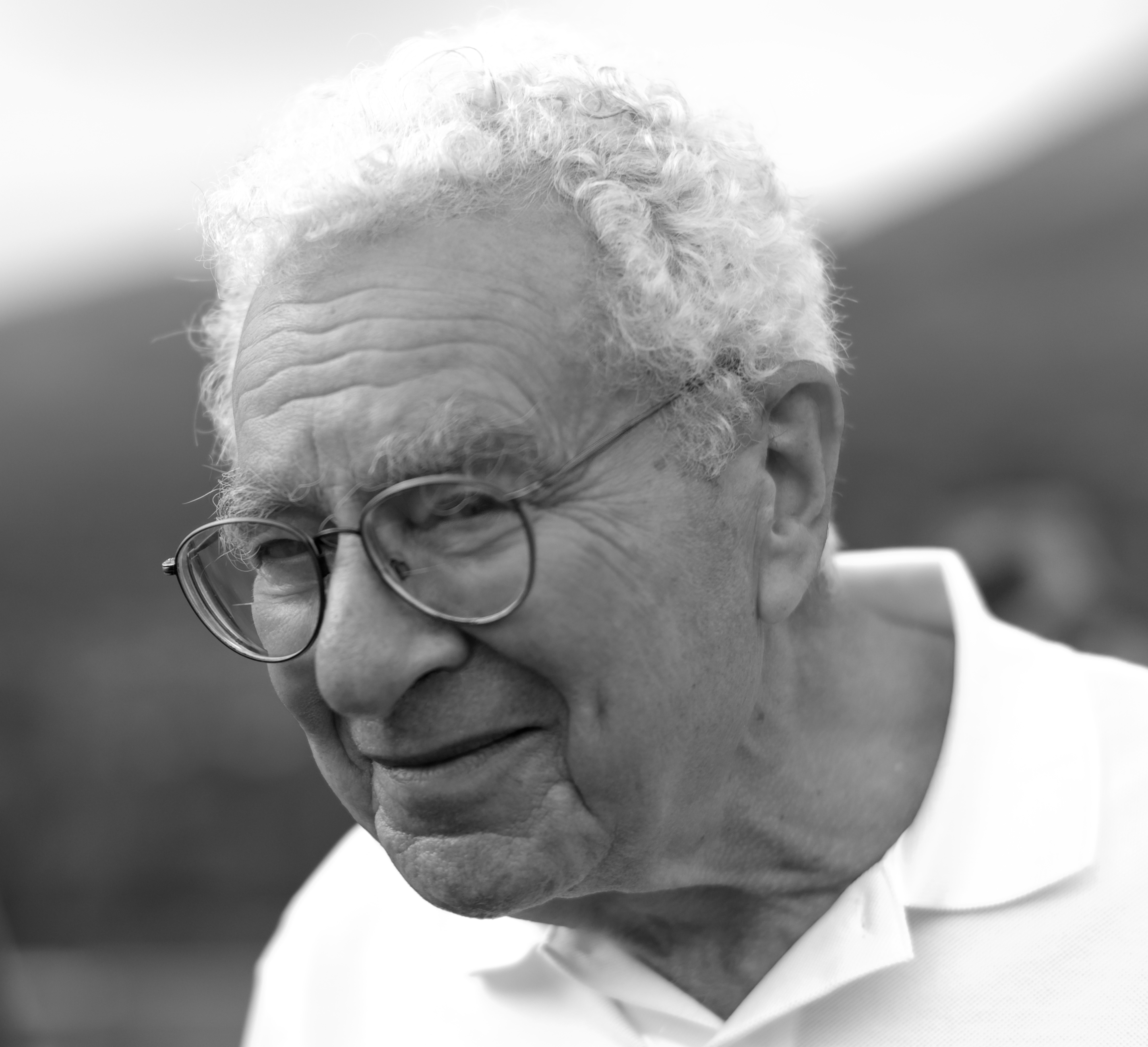
Murray Gell-Mann

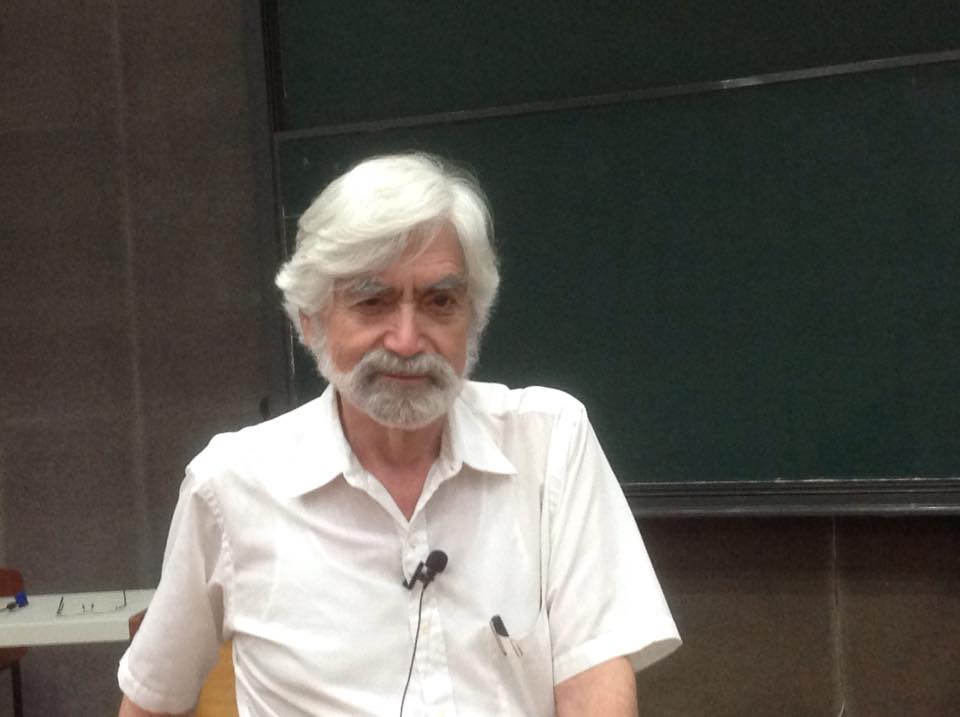
George Zweig

La teoria dei quark venne proposta nel 1964 indipendentemente dai fisici statunitensi Murray Gell-Mann e George Zweig, che mostrarono di poter spiegare le proprietà degli adroni ipotizzando che questi fossero composti da quark elementari. Questa teoria fu avanzata poco dopo che nel 1961 Gell-Mann formulò un sistema di classificazione delle particelle conosciuto come la via dell'ottetto, legato alla simmetria di sapore SU(3). Nello stesso anno anche il fisico Yuval Ne'eman sviluppò indipendentemente uno schema simile alla via dell'ottetto. Un primo tentativo di organizzare i costituenti era presente nel modello di Sakata.
Al tempo della formulazione della teoria dei quark, lo "zoo delle particelle" comprendeva, tra le altre, una moltitudine di adroni. Gell-Mann e Zweig ipotizzarono che gli adroni non fossero particelle elementari, ma che fossero invece composti da quark e antiquark. Il loro modello presupponeva l'esistenza di tre sapori di quark (up, down, e strange), con diverse proprietà fondamentali come lo spin e la carica elettrica. La prima reazione della comunità scientifica fu contrastante. In particolare era oggetto di discussione la natura dei quark: non era chiaro se i quark fossero entità fisiche o invece astratte usate solo per spiegare concetti non ancora compresi all'epoca.
In meno di un anno, furono proposte delle estensioni al modello di Gell-Mann–Zweig. Sheldon Lee Glashow e James Bjorken predissero l'esistenza di un quarto sapore di quark, che chiamarono charm. Fu proposta questa aggiunta poiché portava a una migliore spiegazione dell'interazione debole, alla base del decadimento dei quark; uguagliava il numero dei quark al numero dei leptoni conosciuti e implicava una formula di massa che riproduceva correttamente le masse dei mesoni conosciuti.
Nel 1968, esperimenti di scattering anelastici profondi presso lo Stanford Linear Accelerator Center (SLAC) mostrarono che il protone è composto da oggetti puntiformi, molto più piccoli, e che quindi non è una particella elementare. Al tempo, i fisici erano riluttanti ad identificare questi oggetti con i quark; venivano invece chiamati "partoni" – un termine coniato da Richard Feynman. Le particelle puntiformi osservate allo SLAC sarebbero state identificate in seguito come quark up e down, quando furono scoperti gli altri sapori. Ciononostante, "partone" rimane in uso come un termine per indicare collettivamente i costituenti degli adroni (quark, antiquark, e gluoni).
L'esistenza del quark strange fu validata indirettamente dagli esperimenti di scattering dello SLAC: non solo era una componente necessaria del modello a tre quark di Gell-Mann e Zweig, ma forniva anche una spiegazione per il kaone (K) e il pione (π), adroni scoperti nei raggi cosmici nel 1947.
In un articolo del 1970, Glashow, Ioannis Iliopoulos e Luciano Maiani presentarono il meccanismo GIM per spiegare perché le flavour-changing neutral current non sono mai state osservate sperimentalmente. Questo modello teorico necessitava dell'esistenza del quark charm, all'epoca non ancora scoperto. Il numero dei quark ipotetici arrivò a sei nel 1973, quando Makoto Kobayashi e Toshihide Maskawa notarono che l'osservazione sperimentale della violazione CP poteva essere spiegata se ci fosse un'altra coppia di quark.
Mesoni contenenti quark charm furono scoperti quasi simultaneamente da due team a novembre del 1974 – uno allo SLAC sotto la guida di Burton Richter, e uno al Brookhaven National Laboratory sotto la guida di Samuel Ting. I quark charm furono osservati legati a degli antiquark charm per formare un mesone. Le due squadre assegnarono al mesone scoperto due simboli diversi, J e ψ; quindi, il mesone divenne noto formalmente con il nome di mesone J/ψ. La scoperta convinse definitivamente la comunità scientifica della validità del modello a quark.
Negli anni seguenti furono formulate diverse proposte per estendere il modello a sei quark. Di queste, l'articolo del 1974 di Haim Harari fu il primo a coniare i termini top e bottom per i due quark aggiuntivi. Nel 1977, il quark bottom fu osservato da un team guidato da Leon Max Lederman al Fermilab. Questo fu un forte indicatore dell'esistenza del quark top: senza il quark top, il quark bottom non avrebbe un partner della stessa generazione. Tuttavia, il quark top non fu scoperto fino al 1995, di nuovo dai team CDF e DØ al Fermilab. Aveva una massa molto più grande di quanto ci si aspettava, quasi quanto quella di un atomo di oro.

## Classificazione

La suddivisione delle particelle nel Modello Standard. I sei tipi (o sapori) di quark sono colorati in violetto. Le colonne rappresentano le tre generazioni dei fermioni.

Il modello standard è la struttura teorica che descrive tutte le particelle elementari attualmente note. Questo modello contiene sei sapori di quark (q), chiamati up (u), down (d), strange (s), charm (c), bottom (b), e top (t). Le antiparticelle dei quark sono detti antiquark e sono indicati con una barra sopra il simbolo del quark corrispondente; ad esempio u indica un antiquark up. Come per l'antimateria in generale, gli antiquark hanno la stessa massa, stessa vita media e stesso spin dei rispettivi quark, ma la carica elettrica e le altre cariche hanno il segno opposto.
I quark sono particelle a spin semi-intero; ciò implica, per il teorema spin-statistica, che sono fermioni. Sono soggetti al principio di esclusione di Pauli, il quale afferma che due fermioni identici non possono occupare simultaneamente lo stesso stato quantico. Ciò li differenzia dai bosoni (particelle con spin intero), che possono stare nello stesso stato in un numero qualsiasi. A differenza dei leptoni, i quark possiedono la carica di colore, che li fa prendere parte all'interazione forte. L'attrazione tra i quark causa la formazione di particelle composte chiamate adroni.
I quark che determinano i numeri quantici degli adroni sono detti quark di valenza (anche detti quark vestiti); oltre a questi, gli adroni possono contenere un numero indefinito di quark, antiquark e gluoni "del mare" (anche detti quark nudi), che non influenzano i numeri quantici. Ci sono due famiglie di adroni: i barioni, con tre quark di valenza, e i mesoni, con un quark e un antiquark di valenza. I barioni più comuni sono i protoni e i neutroni, i costituenti dei nuclei. Sono noti un grande numero di adroni, i quali differiscono tra di loro per i quark contenuti e il loro stato. L'esistenza di adroni esotici con più di tre quark di valenza, come i tetraquark (qqqq) e i pentaquark (qqqqq), fu ipotizzata fin dal principio del modello a quark ma non fu confermata fino all'inizio del XXI secolo.
I fermioni elementari sono raggruppati in tre generazioni, ciascuna comprendente due leptoni e due quark. La prima generazione comprende quark up e down, la seconda charm e strange e la terza top e bottom. Le ricerche di una quarta generazione di fermioni sono tutte fallite, e secondo alcuni autori non ci sono più di tre generazioni. Le particelle delle generazioni superiori hanno in genere massa più elevata, ma minore stabilità, il che le fa decadere in particelle di generazione inferiore attraverso l'interazione debole. Solo i quark di prima generazione (up e down) esistono spontaneamente in natura. I quark più pesanti si possono originare solo in collisioni ad alta energia, che si verificano in natura nei raggi cosmici e decadono rapidamente. Si ritiene che fossero presenti durante i primi istanti dopo il Big Bang, quando l'universo si trovava in una fase estremamente calda e densa. I quark più pesanti vengono creati artificialmente negli acceleratori di particelle.
Poiché possiedono carica elettrica, massa, carica di colore e sapore, i quark sono le uniche particelle elementari conosciute ad essere coinvolte in tutte e quattro le interazioni fondamentali della fisica contemporanea: elettromagnetismo, gravitazione, interazione forte e interazione debole. La gravitazione è troppo debole per essere rilevante nelle interazioni atomiche e subatomiche, eccetto per valori estremi di energia (energia di Planck) e di distanza (lunghezza di Planck). Inoltre, siccome non esiste una teoria quantistica della gravità, l'interazione gravitazionale fra quark non è descritta dal modello standard.

## Proprietà

### Carica elettrica
I quark hanno valori frazionari di carica elettrica: o (−1⁄3) o (+2⁄3) volte la carica elementare (e), a seconda del sapore. I quark up, charm, e top (chiamati i quark di tipo up) hanno una carica di +2⁄3 e, mentre i quark down, strange, e bottom (quark di tipo down) hanno −1⁄3 e. Gli antiquark hanno la carica opposta al corrispondente quark; quelli di tipo up hanno cariche di −2⁄3 e quelli di tipo down hanno cariche di +1⁄3 e. Siccome la carica elettrica di un adrone è la somma delle cariche dei quark costituenti, tutti gli adroni hanno cariche intere: la combinazione di tre quark (barioni), tre antiquark (antibarioni), o di un quark e un antiquark (mesoni) risulterà sempre in cariche intere. Ad esempio, i costituenti adronici dei nuclei atomici, i protoni e i neutroni, hanno rispettivamente la carica +1 e, e 0; il neutrone è composto da due quark down e un quark up, mentre il protone da due quark up e da un quark down.

### Spin
Lo spin è una proprietà intrinseca delle particelle elementari, e la sua direzione è un importante grado di libertà. Spesso lo si visualizza come la rotazione di un oggetto intorno al proprio asse (da qui il nome "spin", che in inglese significa girare), sebbene questo concetto sia fuorviante a scale subatomiche perché si suppone che le particelle elementari siano puntiformi.
Lo spin può essere rappresentato da un vettore la cui lunghezza è misurata in unità della costante di Planck ridotta ħ (pronunciata "h tagliato"). Per i quark, una misurazione della componente di spin lungo un asse qualsiasi dà solo i valori +ħ/2 o −ħ/2; per questo motivo i quark vengono classificati come particelle con spin 1⁄2. La componente dello spin lungo un dato asse – per convenzione l'asse z – è spesso indicata con freccia in su (↑) per il valore +1⁄2 e in giù (↓) per il valore −1⁄2, messa dopo il simbolo del sapore. Ad esempio, un quark up con uno spin di +1⁄2 lungo l'asse z è denotato da u↑.

### Interazione debole

Diagramma di Feynman del decadimento beta rispetto al tempo. La matrice CKM codifica la probabilità di questo e altri modi di decadimento dei quark.

Un quark può cambiare sapore soltanto attraverso l'interazione debole, una delle quattro interazioni fondamentali nella fisica delle particelle. Assorbendo o emettendo un bosone W, ogni quark di tipo "up" (up, charm e top) può diventare un quark di tipo "down" (down, strange e bottom) e viceversa. Questo meccanismo di trasformazione del sapore provoca un processo radioattivo di decadimento beta nel quale un neutrone (n) decade in un protone (p), un elettrone (e−) e un antineutrino elettronico νe. Questo avviene quando uno dei quark down del neutrone (udd) si trasforma in un quark up emettendo un bosone virtuale W che trasforma il neutrone in un protone (uud). Il bosone W decade in un elettrone e un antineutrino elettronico.
| n  | → | p  | + | e− | + | νe | (Decadimento beta, notazione ad adroni) |
| ud | → | ud | + | e− | + | νe | (Decadimento beta, notazione a quark)   |

Sia il decadimento beta (β-) che il processo inverso (β+), in cui un protone si converte in un neutrone emettendo un positrone e un neutrino elettronico, sono impiegati normalmente in esperimenti ad alte energie per la rilevazione dei neutrini; il decadimento β+ trova impiego in diagnostica medica, nella tomografia ad emissione di positroni (PET).

La forza delle interazioni deboli tra i sei quark. L'intensità delle linee è determinata dagli elementi della matrice CKM.

Anche se il processo di trasformazione del sapore è lo stesso per tutti i quark, ciascuno di essi ha una maggiore probabilità di trasformarsi in un quark della stessa generazione. La matrice unitaria che trasforma i quark che partecipano alle interazioni deboli è chiamata matrice CKM (Cabibbo–Kobayashi–Maskawa):
{\displaystyle {\begin{bmatrix}|V_{\mathrm {ud} }|&|V_{\mathrm {us} }|&|V_{\mathrm {ub} }|\\|V_{\mathrm {cd} }|&|V_{\mathrm {cs} }|&|V_{\mathrm {cb} }|\\|V_{\mathrm {td} }|&|V_{\mathrm {ts} }|&|V_{\mathrm {tb} }|\end{bmatrix}}\approx {\begin{bmatrix}0{,}974&0{,}225&0{,}003\\0{,}225&0{,}973&0{,}041\\0{,}009&0{,}040&0{,}999\end{bmatrix}},}
dove Vij rappresenta la tendenza di un quark di sapore i a cambiarsi in un quark di sapore j (o viceversa).
L'equivalente matrice di decadimento dei leptoni (alla destra del bosone W nel diagramma di Feynman) viene chiamata matrice di Pontecorvo–Maki–Nakagawa–Sakata o matrice PMNS. Le due matrici CKM e PMNS assieme descrivono tutte le trasformazioni di sapore, ma la relazione tra le due non è ancora ben chiarita.

### Interazione forte e carica di colore

Mesoni, barioni e antibarioni rappresentati con le cariche di colore dei quark

Lo schema delle cariche forti per i tre colori dei quark, tre antiquark, e otto gluoni (con due a carica nulla che si sovrappongono).

In base alla cromodinamica quantistica (QCD), i quark possiedono una proprietà chiamata carica di colore. Ci sono tre tipi di carica di colore, indicati arbitrariamente con blu, verde, e rosso. Ciascuno di queste ha un anticolore, complementare – antiblu, antiverde, e antirosso. Ogni quark possiede un colore, mentre ogni antiquark possiede un anticolore.
L'attrazione e la repulsione tra i quark carichi con differenti combinazioni dei tre colori è data dall'interazione forte, i cui quanti elementari, ovvero le particelle mediatrici sono i gluoni. La teoria che descrive l'interazione forte è la cromodinamica quantistica (QCD). Un quark, che ha un singolo valore di colore, può legarsi con un antiquark che possiede il corrispondente anticolore. Lo stato risultante da due di questi quark, come ad esempio quello di un mesone, ha un colore neutro: un quark con carica di colore ξ più un antiquark con carica di colore −ξ risulterà in una carica di colore di 0 (o colore "bianco"). La somma dei colori è analoga al modello della mescolanza additiva in ottica. Similmente, la combinazione di tre quark di un barione (o di un antibarione), ognuno con carica di colore diversa risulterà in uno stato con la stessa carica di colore "bianca". A causa del meccanismo di confinamento della carica di colore, gli stati legati di quark risultanti dalle interazioni forti possono avere solamente una carica di colore nulla.
Nella fisica delle particelle moderna, le simmetrie di gauge – un tipo di gruppo di simmetria – mettono in relazione le interazioni tra le particelle. La SU(3) di colore (comunemente abbreviata in SU(3)c) è la simmetria di gauge che mette in relazione la carica di colore nei quark ed è la simmetria che definisce la cromodinamica quantistica. Proprio come le leggi della fisica sono indipendenti dalla direzione nello spazio x, y, e z, e rimangono invariate se gli assi delle coordinate sono ruotati, la fisica della cromodinamica quantistica non dipende da quali sono le direzioni nello spazio di colore tridimensionale con le quali si identificano i colori blu, rosso, e verde. Le trasformazioni di colore SU(3)c corrispondono a "rotazioni" nello spazio dei colori definite in ogni punto dello spazio (che dal punto di vista matematico è uno spazio vettoriale complesso). Ogni sapore di quark S, con i sottotipi SB, SV, SR corrispondenti ai colori, forma un tripletto: un campo a tre componenti che si trasforma secondo la rappresentazione fondamentale della simmetria SU(3)c. Il requisito secondo il quale l'invarianza per la simmetria SU(3)c deve essere locale – il che significa che le sue trasformazioni possono variare punto a punto nello spazio-tempo – determina le proprietà di accoppiamento fra i gluoni e i quark dell'interazione forte. In particolare, implica l'esistenza di otto tipi di gluoni come mediatori.

### Massa

Paragone tra le masse dei quark di corrente per tutti e sei i sapori, come sfere di volume proporzionale. Il protone (grigio) e l'elettrone (rosso) sono mostrati in basso a sinistra come scala

Per via del confinamento, il concetto di massa riferito ad un quark può essere interpretato in due modi diversi: massa di un quark di corrente si riferisce alla massa di un quark in sé, mentre la massa di un quark costituente si riferisce alla massa del quark di corrente più la massa del campo di gluoni circostante il quark. Queste masse tipicamente hanno valori molto diversi. La maggior parte della massa di un adrone viene dai gluoni che tengono insieme i quark costituenti, piuttosto che dai quark stessi. Mentre i gluoni sono intrinsecamente senza massa, possiedono energia – nello specifico, energia di legame quantocromodinamica (QCBE da quantum chromodynamics binding energy) – ed è questa che contribuisce alla massa complessiva dell'adrone. Ad esempio, un protone ha una massa di circa 938 MeV/c2, e la massa dei suoi tre quark di valenza contribuisce solo 9 MeV/c2; la maggior parte della quantità rimanente può essere attribuita all'energia di campo dei gluoni. Il modello standard afferma che le particelle elementari prendono le loro masse dal meccanismo di Higgs, che è associato al bosone di Higgs. Si spera che ulteriori ricerche sulle ragioni per la grande massa del quark top, di ~173 GeV/c2, quasi la massa di un atomo d'oro, possano rivelare di più riguardo all'origine della massa dei quark e delle altre particelle elementari.

### Dimensione
Nella QCD, i quark sono considerati particelle elementari puntiformi, senza alcuna dimensione. Al 2014, indizi sperimentali indicano che non sono più grandi di 10−4 volte la grandezza di un protone, cioè meno di 10−19 metri.

### Tabella delle proprietà
Ai vari sapori dei quark sono assegnati dei numeri quantici di sapore: isospin (I3), charm (C), stranezza (S, da non confondere con lo spin), topness (T), e bottomness (B′).
Il numero barionico (B) ha lo stesso valore (+ 1/3) per tutti i quark, dal momento che i barioni sono costituiti da tre quark.
Per gli antiquark, la carica elettrica Q e i numeri quantici di sapore (B, I3, C, S, T, e B′) hanno segno opposto. La massa e il momento angolare totale invece non sono soggetti al cambiamento di segno.
Le proprietà fondamentali dei sei sapori di quark sono riassunte nella tabella seguente:
| Particella          | Particella | Massa (MeV/c2)*   | J   | B     | Q     | I3   | C  | S  | T  | B′ | Antiparticella | Antiparticella                        |
| Nome                | Simbolo    | Massa (MeV/c2)*   | J   | B     | Q     | I3   | C  | S  | T  | B′ | Nome           | Simbolo                               |
| ------------------- | ---------- | ----------------- | --- | ----- | ----- | ---- | -- | -- | -- | -- | -------------- | ------------------------------------- |
| Prima generazione   |            |                   |     |       |       |      |    |    |    |    |                |                                       |
| Up                  | u          | 2,3±0,7 ± 0,5     | 1/2 | + 1/3 | + 2/3 | +1/2 | 0  | 0  | 0  | 0  | Antiup         | {\displaystyle {\bar {\mathrm {u} }}} |
| Down                | d          | 4,8±0,5 ± 0,3     | 1/2 | +1/3  | −1/3  | −1/2 | 0  | 0  | 0  | 0  | Antidown       | {\displaystyle {\bar {\mathrm {d} }}} |
| Seconda generazione |            |                   |     |       |       |      |    |    |    |    |                |                                       |
| Charm               | c          | 1 275±25          | 1/2 | +1/3  | +2/3  | 0    | +1 | 0  | 0  | 0  | Anticharm      | {\displaystyle {\bar {\mathrm {c} }}} |
| Strange             | s          | 95±5              | 1/2 | +1/3  | −1/3  | 0    | 0  | −1 | 0  | 0  | Antistrange    | {\displaystyle {\bar {\mathrm {s} }}} |
| Terza generazione   |            |                   |     |       |       |      |    |    |    |    |                |                                       |
| Top                 | t          | 173 210±510 ± 710 | 1/2 | +1/3  | +2/3  | 0    | 0  | 0  | +1 | 0  | Antitop        | {\displaystyle {\bar {\mathrm {t} }}} |
| Bottom              | b          | 4 180±30          | 1/2 | +1/3  | −1/3  | 0    | 0  | 0  | 0  | −1 | Antibottom     | {\displaystyle {\bar {\mathrm {b} }}} |

## Quark in interazione
Come descritto dalla cromodinamica quantistica, l'interazione forte tra i quark è mediata dai gluoni, bosoni vettori di gauge privi di massa. Ciascun gluone porta una carica di colore e una carica di anticolore. Nella trattazione standard delle interazioni tra le particelle (che fa parte di una formulazione più generale conosciuta come teoria perturbativa), i gluoni vengono costantemente scambiati tra i quark tramite un processo virtuale di emissione e assorbimento. Quando un gluone viene emesso e assorbito tra i quark, avviene un cambio di colore; ad esempio, se un quark rosso emette un gluone rosso–antiverde, diventa verde, e se un quark verde assorbe un gluone rosso–antiverde, diventa rosso. Pertanto, mentre il colore di ciascun quark cambia in continuazione, la loro carica di interazione forte totale è conservata.
Siccome i gluoni possiedono una carica di colore, essi stessi sono in grado di assorbire ed emettere altri gluoni. Questa natura non abeliana delle interazioni forti è l'origine della libertà asintotica: man mano che i quark si avvicinano l'un all'altro, la forza di legame cromodinamica tra di loro si abbassa. Al contrario, man mano che la distanza tra i quark aumenta, anche la forza di legame aumenta. Il campo di colore diventa sotto sforzo, similmente a un elastico quando viene allungato, e altri gluoni del colore appropriato vengono spontaneamente creati per rinforzare il campo. Sopra una certa soglia di energia diventa più energeticamente favorevole creare coppie di quark, che si legano con i quark che si sono separati, portando alla formazione di nuovi adroni. Questo fenomeno prende il nome di confinamento dei quark (o di colore): i quark non sono mai isolati ad energie ordinarie in natura. Questo processo di adronizzazione avviene prima che i quark formati in una collisione ad alta energia, possano interagire in qualsiasi altro modo. L'unica eccezione è il quark top, che potrebbe decadere prima di adronizzare.

### Quark del mare
Gli adroni contengono, oltre ai quark di valenza (qv) che contribuiscono ai numeri quantici, delle coppie virtuali quark–antiquark (qq) dette quark nudi o quark del mare (qs, dall'inglese sea quark). I quark del mare si formano quando un gluone del campo di colore dell'adrone genera due quark o due gluoni; questo processo funziona anche al contrario nel senso che l'annichilazione di due quark del mare produce un gluone. Il risultato è un flusso costante di creazioni di coppie di quark e di gluoni conosciuto in gergo come "il mare". I quark del mare sono molto meno stabili delle loro controparti di valenza, e tipicamente si annichilano a vicenda all'interno dell'adrone. Nonostante questo, in alcune circostanze i quark del mare possono adronizzare in particelle barioniche o mesoniche.

## Diagramma di fase della materia di quark

Diagramma delle fasi della cromodinamica quantistica. I dettagli precisi del diagramma sono ancora oggetto di ricerche

A basse temperature, i quark sono confinati negli adroni. Ad alte temperature o energie, i quark possono invece uscire dal confinamento ed esistere come particelle libere. Per via della libertà asintotica, l'interazione forte diventa più debole ad alte temperature finché si perde il confinamento di colore e si forma un plasma estremamente caldo di quark e gluoni liberi. Questa fase della materia è detta appunto plasma di quark e gluoni. Le condizioni precise necessarie a originare questo stato sono ignote e sono state oggetto di numerose speculazioni ed innumerevoli esperimenti. Una stima basata su simulazioni Monte-Carlo su reticolo pone la temperatura necessaria a (1,90±0,02)×1012 kelvin. Mentre uno stato di quark e gluoni completamente liberi non è ancora stato raggiunto (nonostante numerosi tentativi del CERN negli anni 1980 e 1990), recenti esperimenti al Relativistic Heavy Ion Collider hanno mostrato della materia di quark in stato liquido in un moto fluido "quasi perfetto".
Il plasma di quark e gluoni sarebbe caratterizzato da un grande aumento del numero di coppie dei quark più pesanti rispetto alle coppie di quark up e down. Si crede che nel periodo precedente a 10−6 secondi dopo il Big Bang, l'universo fosse riempito da questo tipo di plasma, dato che la temperatura era troppo alta perché gli adroni fossero stabili.
Date una densità barionica sufficientemente alta e temperature relativamente basse – probabilmente paragonabili a quelle trovate nelle stelle di neutroni – ci si aspetta che la materia di quark degeneri in un liquido di Fermi di quark debolmente interagenti. Questo liquido sarebbe caratterizzato da una condensazione di coppie di Cooper di quark colorati, rompendo in tal modo la simmetria locale SU(3)c. Siccome le coppie di Cooper di quark hanno carica di colore, tale fase della materia di quark sarebbe superconduttiva rispetto al colore; vale a dire che la carica di colore sarebbe in grado di attraversarla senza resistenza.

### Annotazioni
1. ↑  "Beauty" e "truth" sono messe a confronto negli ultimi versi della poesia di Keats del 1819 intitolata Ode on a Grecian Urn (Ode su un'urna greca), e potrebbe essere questa l'origine di quei nomi.
2. ↑  La violazione CP è un fenomeno che porta le interazioni deboli a comportarsi diversamente quando si scambiano sinistra e destra (simmetria P) e quando le particelle vengono scambiate con la corrispondente antiparticella (simmetria C).
3. ↑  Il principale indizio si basa sulla larghezza di risonanza del bosone Z0, che vincola il neutrino di quarta generazione ad avere una massa maggiore di ~45 GeV/c2. Questo sarebbe in forte contrasto con i neutrini delle altre tre generazioni, le quali masse non superano i 2 MeV/c2.
4. ↑  L'effettiva probabilità di decadimento di un quark in un altro è una funzione complicata dipendente (tra le altre variabili) dalla massa del quark decadente, le masse dei prodotti del decadimento, e il corrispondente elemento della matrice CKM. Questa probabilità è direttamente proporzionale (ma non uguale) al modulo quadro della corrispondente entrata (|Vij|2) della CKM.
5. ↑  A dispetto del nome, la carica di colore non è correlata allo spettro di colore della luce visibile.
6. 1 2  le stime della massa di u e d sono controverse e ancora in fase di investigazione; infatti esistono suggerimenti in letteratura che il quark u sia essenzialmente privo di massa.

### Approfondimenti
- (EN) A. Ali e G. Kramer, JETS and QCD: A Historical Review of the Discovery of the Quark and Gluon Jets and Its Impact on QCD, in European Physical Journal H, vol. 36, n. 2, 2011,  p. 245, Bibcode:2011EPJH...36..245A, DOI:10.1140/epjh/e2011-10047-1, arXiv:1012.2288.
- (EN) Roger Bowley e Ed Copeland, Quarks, su sixtysymbols.com, Brady Haran per l'Università di Nottingham.
- (EN) I. S. Hughes, Elementary Particles, 2ª ed., Cambridge University Press, 1985, ISBN 978-0-521-26092-3.
- (EN) R. Oerter, The Theory of Almost Everything: The Standard Model, the Unsung Triumph of Modern Physics, Pi Press, 2005, ISBN 978-0-13-236678-6.